# (23496) 1991 VN3
1991 في أن 3 (ويعرف أيضًا باسم (23496) 1991 في أن 3 وفق تسمية الكوكب الصغير) (بالإنجليزية: 1991 VN3)‏ هو كويكب ضمن حزام الكويكبات؛ وترتيبه 23496 من حيث الاكتشاف.
اكتُشف هذا الجُرم الفلكي بواسطة اليانور إف. هيلين في 3 نوفمبر 1991.

## وصلات خارجية
- (23496) 1991 VN3 في قاعدة بيانات مختبر الدفع النفاث لأجرام النظام الشمسي الصغيرة

- الاكتشاف · مخطط المدار ·  العناصر المدارية · المعلمات المادية

- (23496) 1991 VN3 على موقع ويكي سكاي: DSS2, SDSS, GALEX, IRAS, Hydrogen α, X-Ray, Astrophoto, Sky Map, Articles and images